# Imelda trópusi vihar (2019)
Az Imelda trópusi vihar az ötödik legnedvesebb trópusi ciklon volt a kontinentális Amerikai Egyesült Államok területén, amely katasztrofális, és rekordokat döntő áradásokat okozott Texas délkeleti részén. Imelda a 2019-es szezon kilencedik rendszere, és a nyolcadik elnevezett vihara volt. Az Imeldának köszönhetően Houston városának egy része ismét víz alá került 2 év után, ekkor ugyanis a Harvey hurrikán okozott áradást a városban.

## Meteorológiai lefolyás

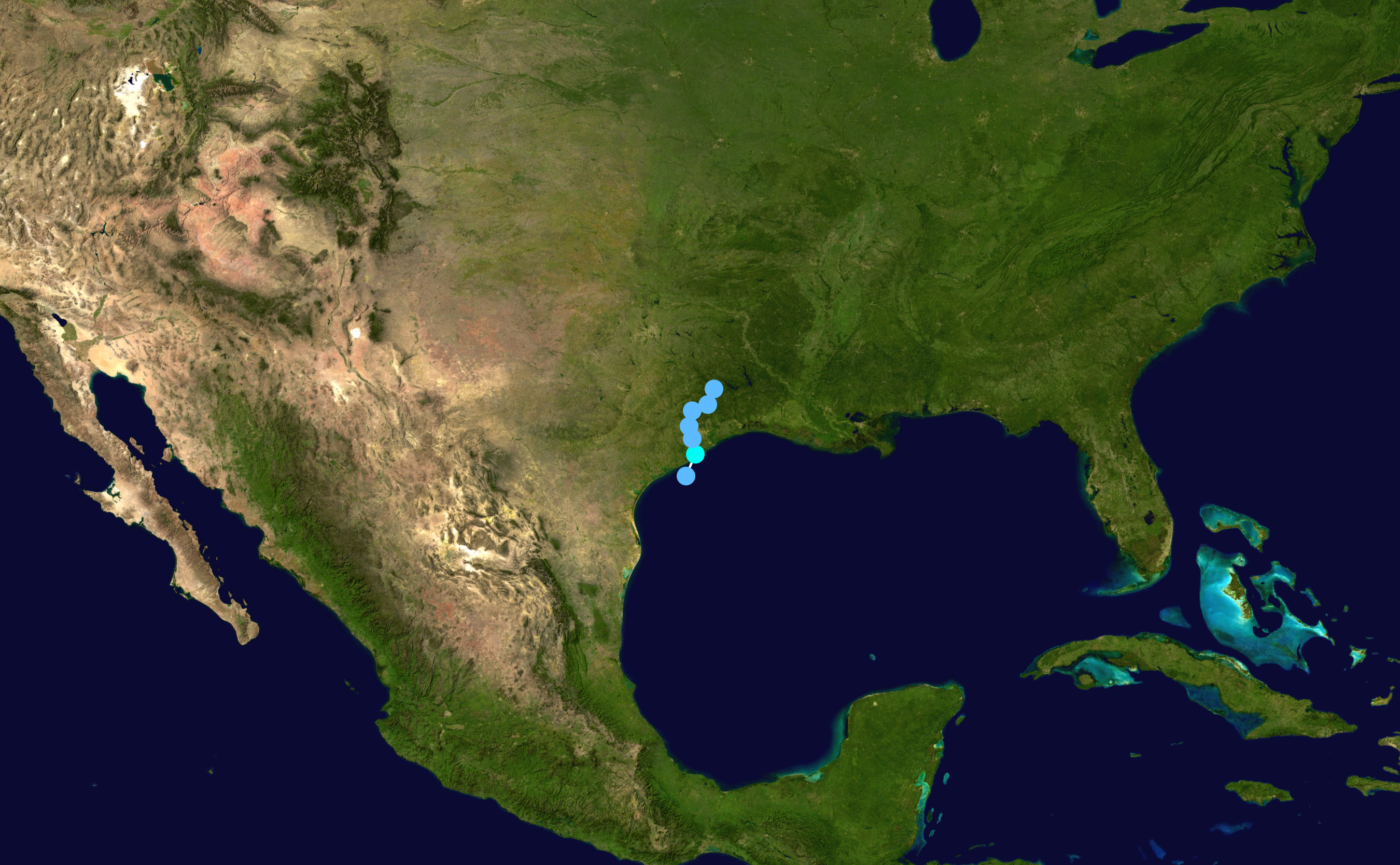
Az Imelda útja.

Szeptember 14-én egy alacsony légnyomású hullám haladt el Florida mellett, és nyugat felé haladt tovább lassan szerveződve. Szeptember 17-re Texas partjainak a közelébe kerülve egyre szervezettebb lett, és 17:00 UTC-kor az NHC felfokozta a 9-es számú trópusi depresszióvá. 17:45-kor elérte Texas partjait, ekkorra a benne fújó egyperces állandó átlagszél már meghaladta a 65 km/h-t, ezzel trópusi viharrá válva. Az így keletkezett trópusi vihar az "Imelda" nevet kapta. A partotérése után elérte csúcsintenzitását 77 km/h-s átlaglökésekkel. A ciklon észak-északnyugat irányba haladt tovább Arkansas és Oklahoma felé, majd trópusi depresszióvá gyengülve tett még egy fordulatot a szárazföld felett nagy mennyiségű csapadékkal áztatva azt, majd végleg szétoszlott szeptember 21-én.

## Áldozatok és károk

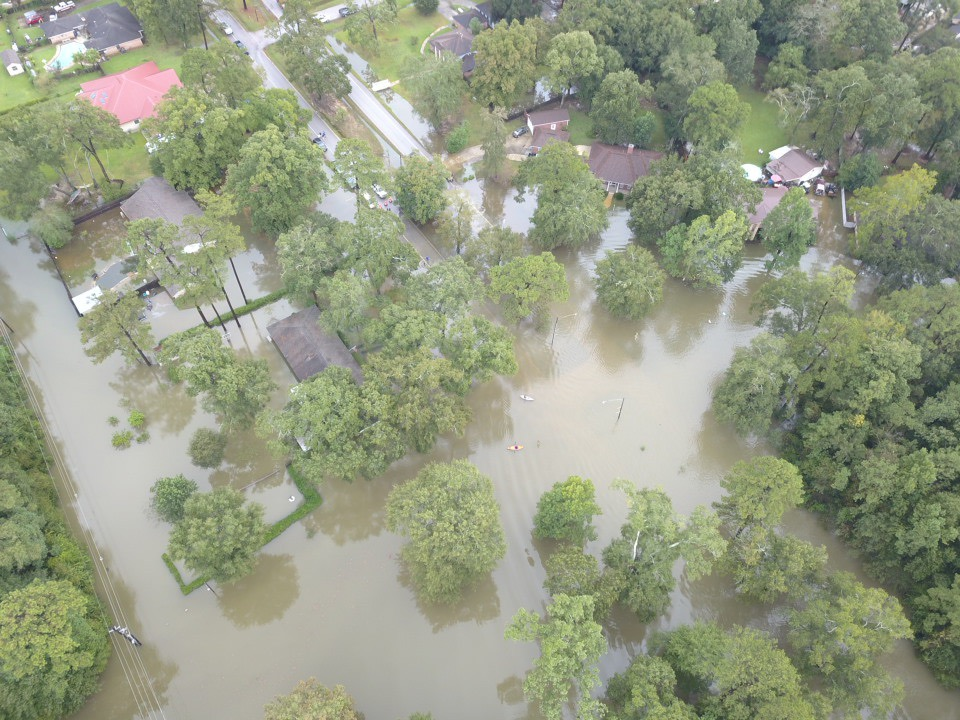
Árvíz Texasban.

### Károk
Szeptember 18-án és 19-én Imelda tetemes mennyiségű csapadékot zúdított Texas délkeleti részére, azon belül is Houstonra és körzetére, hatalmas árvizet és belvizet okozva a városban. Több, mint 1000 embert ki kellett menteni. Beaumont környékén 12 óra leforgása alatt 1062 mm eső esett. A környéken 655 járatot töröltek. Houstonban 1600 járművet tett tönkre a vihar.

### Áldozatok
2 férfi is megfulladt a viharban, az egyik áramütés után fulladt meg. Egy másik férfi a teherautójában fulladt meg, miután elvitte az árvíz, valaki pedig az otthonában. Összesen 6 halálesetről számoltak be végül, de további halálos áldozatok után nyomoznak Houstonban, továbbá egyes haláleseteket vizsgálnak, hogy összefüggésbe hozható e a ciklon okozta árvízzel.

## Felkészülés
Mivel a szakemberek csekély esélyét látták annak, hogy az alacsony légnyomású zivatarrendszer ciklonná fejlődik, ezért csupán a partotérés előtt 1 órával adtak ki figyelmeztetést a texasi partokra a depresszió érkezésére (ami végül trópusi viharként ért partot), és az árvíz okozta veszélyekre is ekkor hívták fel a figyelmet, és kezdtek el készülni az esőzésre az érintett területen lévő partmenti települések.

## Rekordok
Imelda számos csapadékrekordot döntött meg több partmenti városban Texasban. Winnieben például több, mint 1100 mm csapadék hullott le. Imelda jelenleg az Egyesült Államok hetedik legnedvesebb ciklonja, a kontinentális Egyesült Államok ötödik legnedvesebb ciklonja, míg Texas negyedig legnedvesebbje.

## Fordítás
Ez a szócikk részben vagy egészben  a   Tropical storm Imelda című angol Wikipédia-szócikk fordításán alapul.  Az eredeti cikk szerkesztőit annak laptörténete sorolja fel. Ez a jelzés csupán a megfogalmazás eredetét és a szerzői jogokat jelzi, nem szolgál a cikkben szereplő információk forrásmegjelöléseként.